# Богдан Камінський

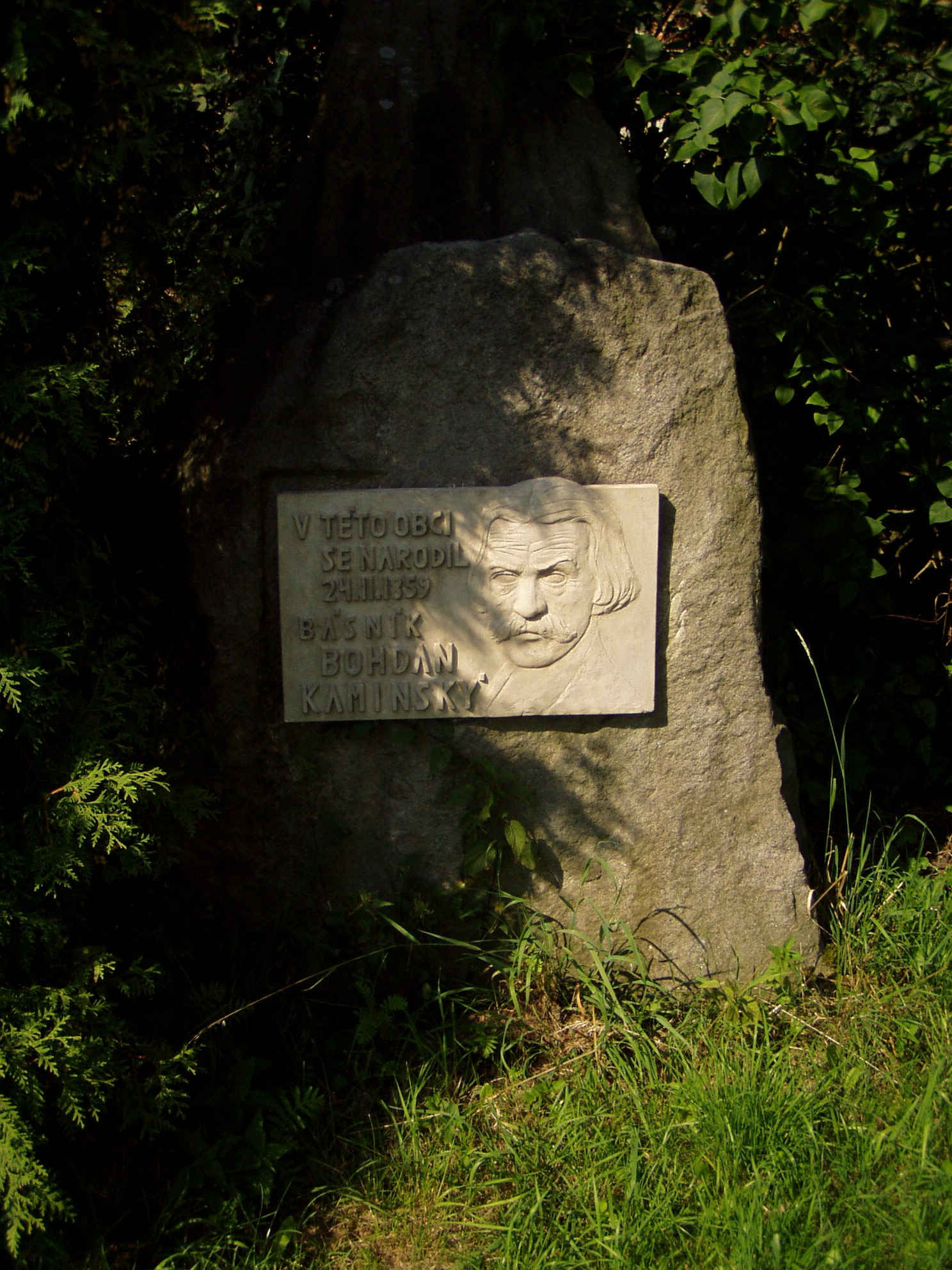
Меморіальна дошка на батьківщині Богдана Камінського

Богдан Камінський, чеськ. Bohdan Kaminský, справжнє ім'я Карел Бушек, (24 лютого 1859 Гуса у Сихрова  — 13 липня 1929 Подєбради ) — чеський лірик-поет, перекладач та редактор.

## Життєпис
Народився у родині різьбярів Бушків в селі Гуса у Сихрова. Його батько Петро Бушек виконав різьблене оздоблення замку в Сихрові на замовлення князя Каміла Рохана. Спочатку Богдан навчався на різьбяра, але пізніше, у 1883 році, почав кар’єру письменника. Він публікувався в журналі Lumir ще до того, як йому вдалося вступити до коледжу в Празі.
Був видатним ліричним поетом свого покоління, представником символізму: у своїх творах він висловлював почуття любовного розчарування, сумні настрої. Також був автором гумористично-іронічних віршів і прози (особливо про празьке середовище). Він належав до самобутніх послідовників Ярослава Врхліцького за працьовитістю та пафосом висловлювань. Заробляв на життя перекладами, переважно з французької (Мольєр) та німецької (Шіллер) літератури, також як редактор регіональних періодичних видань. Під час закордонних поїздок відвідав Голландію, Німеччину, Францію, Італію та Туреччину.
Помер під час лікування в Подєбрадах, похований у Празі. Його життя також описали у творах кілька романістів, зазвичай він стилізований під роль богемного поета.
Для Національного театру у Празі він переклав кілька п’єс, наприклад «Колегу Крамптона» Гауптмана (1900), «Тартюфа» Мольєра (1904) та «Близнюки» Фульда (1904). Його перекладацький доробок великий. Камінський переклав усі п’єси Мольєра, а в 1922 році — «Дванадцяту ніч» Вільяма Шекспіра для театру на Виноградах.

## Доробок

### Поезія
- Втрачений дзвінок (1884)
- Щасливий день (1890)
- З окопів (1892)
- Чоловіки та жінки (1893)
- Рококо (1889)
- Протести (1893)
- На самоті (1893)
- Вірші гумористичні та сатиричні (1893)
- Два оповідання у віршах (1895)
- Мотиви із Сихрова (1896)
- Фрагменти романів (1898)
- По дорозі на Парнас (1902)
- Любовні вірші (1931)
- Окремі вірші (1931)

### Проза
- Малюнки (1886)
- Нове просо (1889)
- Інший маєток (1891)
- Нариси гумористичні та сатиричні (1892)
- Дослідження та оповідання
- Покровитель (1893)
- Nocturno
- Вдома та деінде (1899)
- Оповідання у віршах (1900)
- Ноемі (1902) – віршована новела з ілюстраціями Лудека Марольда
- На крилах кохання (1905)
- Малюнки та гравюри (1909)
- Відвідування хворого (1912)

### Зібрання творів
- Джміль та інші (1901)
- Розкидані глави (1902)
- Вигнаний з раю (1903)
- Бумбрлічек та інші гуморески (1913)
- Король піаністів та інші гумористичні нариси (1921)
- Зібрання творів у віршах і прозі (1921–1922) (4 томи)
- Козері про смерть та інші вірші останніх років (1930)

### Твори мистецтва
- Невеликі роботи з різьби знаходяться в колекції Національного музею в Празі.